# 圣瑟兰德布尔
圣瑟兰德布尔（法語：Saint-Seurin-de-Bourg，法語發音：[sɛ̃ sœʁɛ̃ də buʁ]，意为“布尔的圣瑟兰”）是法国吉伦特省的一个市镇，属于布莱区。

## 地理
圣瑟兰德布尔（45°3'9"N, 0°34'46"W）面积2.47 平方千米，位于法国新阿基坦大区吉倫特省，该省份为法国西南部沿海省份，是法國本土面积最大的省，北起滨海夏朗德省，西临大西洋，南至朗德省，东南接洛特-加龍省，东临多爾多涅省。
与圣瑟兰德布尔接壤的市镇（或旧市镇、城区）包括：萨莫纳克、昂贝斯、吉伦特河畔巴永、布尔。
圣瑟兰德布尔的时区为UTC+01:00、UTC+02:00（夏令时）。

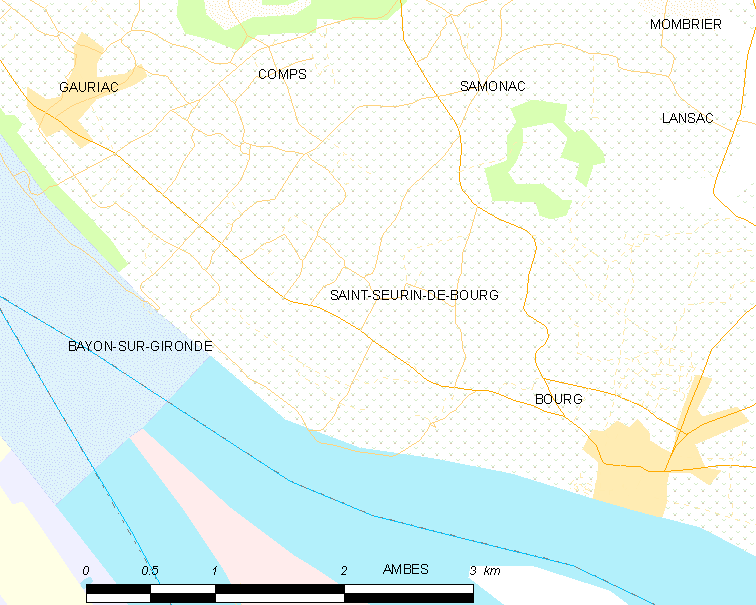
圣瑟兰德布尔的OSM定位图

## 行政
圣瑟兰德布尔的邮政编码为33710，INSEE市镇编码为33475。

## 政治
圣瑟兰德布尔所属的省级选区为河口县。

## 人口

1962-2008年间圣瑟兰德布尔人口变化图示

圣瑟兰德布尔于2022年1月1日时的人口数量为419人。